# Liste de cinémas IMAX

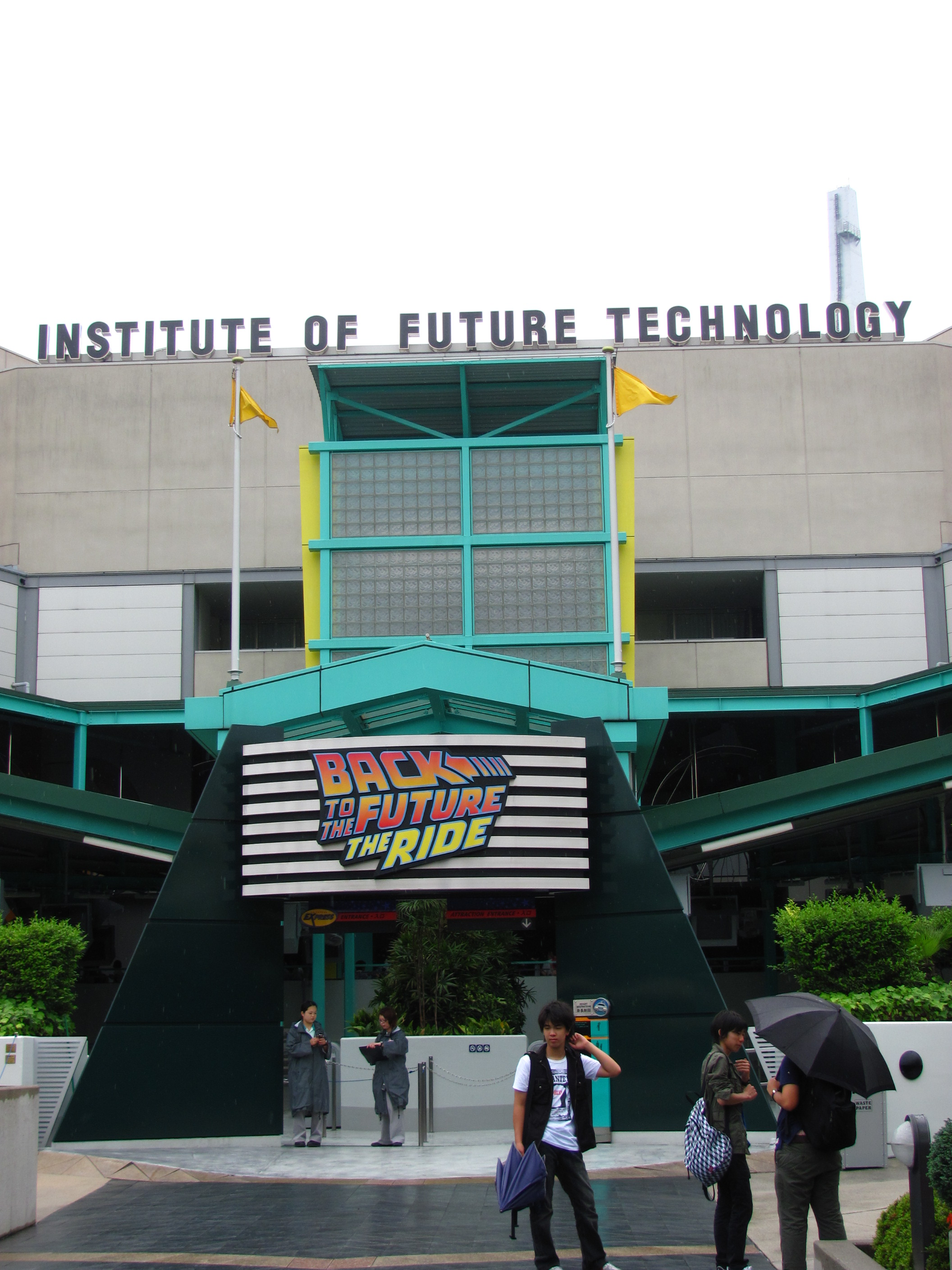
IMAX attraction, Japon

Il s'agit d'une liste des attractions, non exhaustive, qui utilisent la technologie IMAX dans leur fonctionnement.
| Attraction                   | Lieux                                                 | Technologie | Ouverture                     | Notes                                         |
| ---------------------------- | ----------------------------------------------------- | ----------- | ----------------------------- | --------------------------------------------- |
| Arthur, l'Aventure 4D        | Futuroscope                                           | Omnimax 3D  | 19 décembre 2009              | Salle ouverte en 2000 avec Le Défi d'Atlantis |
| Back to the Future: The Ride | Universal Studios Hollywood                           | OMNIMAX     | 2 mai 1991 - 3 septembre 2007 | Remplacé par The Simpsons Ride.               |
| Back to the Future: The Ride | Universal Studios Japan                               | OMNIMAX     | 31 mai 2001                   |                                               |
| Journey into Chaos           | Playdium de Burnaby, Colombie-Britannique             | OMNIMAX     |                               |                                               |
| Race for Atlantis            | Caesars Palace, Las Vegas                             | IMAX        | 15 janvier 1998               |                                               |
| Race for Atlantis            | Phantasialand, Brühl, Allemagne                       | IMAX HD     | 1994                          | En remplacement de Galaxy                     |
| Soarin' Over California      | Disney California Adventure Epcot                     | OMNIMAX     | 8 février 2001 5 mai 2005     | La version d'Epcot est appelée Soarin'.       |
| The Simpsons Ride            | Universal Studios Hollywood Universal Studios Florida | OMNIMAX     | 19 mai 2008 15 mai 2008       |                                               |
| Universe of Energy           | Epcot                                                 | IMAX        | 1er octobre 1982              |                                               |